# DeWayne Lewis
DeWayne Lewis (Lubbock, 4 ottobre 1985) è un ex giocatore di football americano statunitense, che ha giocato come cornerback.
Dopo aver giocato per la squadra universitaria dei Southern Utah Thunderbirds passa per i roster di offseason di diverse squadre NFL e degli Wyoming Cavalry.

## Palmarès
- 1 Mondiale (2011)